# یواس‌اس کولبرت (ای‌پی‌ای-۱۴۵)
یواس‌اس کولبرت (ای‌پی‌ای-۱۴۵) (به انگلیسی: USS Colbert (APA-145)) یک کشتی بود که طول آن ۴۵۵ فوت ۰ اینچ (۱۳۸٫۶۸ متر) بود. این کشتی در سال ۱۹۴۴ ساخته شد.